# Domknięcie pierwiastnikowe
Domknięcie pierwiastnikowe – w teorii ciał zbiór elementów pierwiastnikowych danego ciała, dla ciała {\displaystyle K} oznaczany przez {\displaystyle r(K)}.
Pojęcie elementu pierwiastnikowego wywodzi się z intuicyjnego pojmowania liczb, które można uzyskać z elementów danego ciała za pomocą dodawania, odejmowania, mnożenia, dzielenia i pierwiastkowania. Formalnie definiuje się je jednak w sposób bardziej skomplikowany. Mianowicie element {\displaystyle a} należący do domknięcia algebraicznego ciała {\displaystyle K,} a więc {\displaystyle a\in a(K),} jest elementem pierwiastnikowym względem ciała {\displaystyle K} (inaczej mówiąc, należy do jego domknięcia pierwiastnikowego, {\displaystyle a\in r(K)}), jeżeli istnieją takie ciała {\displaystyle K_{i}} począwszy od {\displaystyle K_{0}=K} aż do {\displaystyle K_{r},} że w każdym wypadku:
- po pierwsze {\displaystyle K_{i}} zawiera się w {\displaystyle K_{i+1}} {\displaystyle (K_{i}\subset K_{i+1})}
- po drugie ciało {\displaystyle K_{i+1}} stanowi ciało rozkładu wielomianu wziętego z {\displaystyle K_{i}[x]} względem ciała poprzedniego {\displaystyle K_{i},} przy czym postać rzeczonego wielomianu zależy od charakterystyki ciała {\displaystyle K} (a co za tym idzie, ciał {\displaystyle K_{i}}). W przypadku ciał o zerowej charakterystyce {\displaystyle (\chi _{K}=0)} wielomian ma postać {\displaystyle f(x)=x^{n_{i}}-a_{i}.} W razie niezerowej charakterystyki, wyrażającej się liczbą pierwszą {\displaystyle p} {\displaystyle (\chi _{K}=p\neq 0),} sytuacja jest bardziej skomplikowana. Rozpatrywany wielomian {\displaystyle f} może mieć postać taką sama, jak uprzednio {\displaystyle ((x)=x^{n_{i}}-a_{i})} bądź też {\displaystyle f(x)=x^{p}-x-a_{i}}[1].

Początkowo przyjmuje się, że występujące w powyższych wzorach liczby {\displaystyle n_{i}} mogą być dowolnymi niezerowymi naturalnymi. Dowodzi się jednak dalej, że można zawsze w ten sposób dobrać ciąg ciał {\displaystyle K_{i},} żeby {\displaystyle n_{i}} zawsze były liczbami pierwszymi różnymi od charakterystyki ciała. W takim wypadku {\displaystyle (K_{i+1}:K_{i})} nie przekracza nigdy wartości {\displaystyle n_{i}}.
Jeżeli dane ciało {\displaystyle K} ma rozszerzenie {\displaystyle L} (a więc {\displaystyle K\subset L}) i jeżeli dla każdego elementu {\displaystyle b} wziętego z {\displaystyle L} (czyli {\displaystyle b\in L}) spełnia on powyższe warunki (to znaczy jeżeli każdy element ciała {\displaystyle L} jest pierwiastnikowy względem {\displaystyle K}), to takie rozszerzenie nazywa się rozszerzeniem pierwiastnikowym. Oczywiście z tak sformułowanej definicji wynika, że każde rozszerzenie pierwiastnikowe {\displaystyle L} ciała {\displaystyle K} musi zawierać się w jego domknięciu pierwiastnikowym {\displaystyle r(K),} a więc {\displaystyle L\subset r(K)}.